# 바리야크함 깃발
바리야크함 깃발(Варяг艦旗)은 대한민국 인천광역시 연수구 옥련동 인천광역시립박물관에 있는 대한제국 시대의 깃발이다. 2015년 10월 7일 인천광역시의 유형문화재 제66호로 지정되었다.

## 개요
1904년 2월 러일 전쟁 당시 인천 앞바다에서 일본 함대와 전투를 벌이다 자폭한 러시아 순양함 바리야크(Варяг)에 걸려 있던 것이다. 바리야크함은 1904년 2월 9일 제물포 해전에서 일본 제국의 연합함대와 전투를 벌였으며 이 전투에서 31명이 사망하고 191명이 부상을 당했다. 바리야크의 승무원들은 항복하지 않고 배를 자폭시키기로 결정하였고 자폭 후 승무원들은 구조되었다. 이 깃발은 바리야크함을 상징하는 군함기로 성 안드레이 기라고도 불리며, 붉은색 바탕에 검은색의 띠가 대각선으로 가로질러 X형을 이루고 있다. 1941년 인천부에서 인천향토관을 건립할 당시 기증받아 전시하던 것을 해방 후 인천시립박물관에서 인수하여 지금에 이르고 있다. 자폭 당시 파편에 의해 훼손된 것을 배접한 것으로, 깃발의 2/3정도가 남아있는 상태이다.

## 참고 문헌
- 바리야크함 깃발 - 국가유산청 국가유산포털